# Sorex hoyi montanus
Sorex hoyi montanus is een ondersoort van de Noord-Amerikaanse dwergspitsmuis (Sorex hoyi) die voorkomt in Colorado, Wyoming en waarschijnlijk New Mexico. De ondersoort eet insecten en planten. De ondersoort komt voor in natte gebieden. Ze paren in de lente of de zomer, waarna er 5 tot 7 jongen geboren worden. Die worden gebaard in een ondergronds hol. S. h. montanus foerageert aan de oever van wateren of in kruidenvegetatie.
De naam montanus is niet minder dan twee keer preoccupied (eerder gebruikt) (er mogen volgens de ICZN nooit twee namen voor dieren gelijk zijn). De eerste keer was Sorex montanus Kelaart, 1860, die nu echter in het geslacht Suncus wordt geplaatst. Daarom is er volgens Artikel 59 van de ICZN geen nieuwe naam nodig. Het andere geval is Sorex isodon princeps montanus Skalon & Rajevsky, 1940, maar dat is een "infrasubspecifieke" naam, die daardoor niet available is onder de ICZN (Artikel 45.5). Pavlinov et al. (1995) maakten de naam echter waarschijnlijk available door hem in de synoniemen van Sorex isodon isodon op te nemen. Zie voor meer informatie Hutterer & Zaitsev (2004).